# Oroscopa delicata
Oroscopa delicata là một loài bướm đêm trong họ Erebidae.